# الضهر (جبلة)

تعديل مصدري - تعديل

الضهر محلة تابعة لقرية المشاعبة، التابعة لعزلة المعشار بمديرية جبلة إحدى مديريات محافظة إب في الجمهورية اليمنية، بلغ تعداد سكانها 216 حسب تعداد اليمن لعام 2004.